# Gyapotrózsa
A gyapotrózsa (Hibiscus mutabilis) a mályvafélék (Malvaceae) családjának hibiszkusz (Hibiscus) nemzetségébe tartozó növényfaj. Neve ellenére nem a rózsák közé tartozik, csupán a virága messziről emlékeztet azokéra. Legérdekesebb tulajdonsága, hogy a reggel fehéren kinyíló szimpla, vagy dupla virágok dél körülre rózsaszínre vagy mélyvörösre változnak.
Magyar nevei közé tartozik a tajvani hibiszkusz és a férfiak szerelme[forrás?]. Latin nevét a virágok színváltozásáról kapta: a mutabilis jelentése változó. Egyik angol neve (cotton rose) szintén gyapotrózsát jelent, melyet magtokjáról kapott, melyben a magok gyapotszálakra emlékeztető képződmények között ülnek. Másik angol elnevezése (confederate rose) tükörfordításban konföderációs rózsa, mely nevet az egykori Amerikai Konföderációs Államokról (Confederate States of America) kapta, mert itt élt meg a kontinens területén.

## Származása

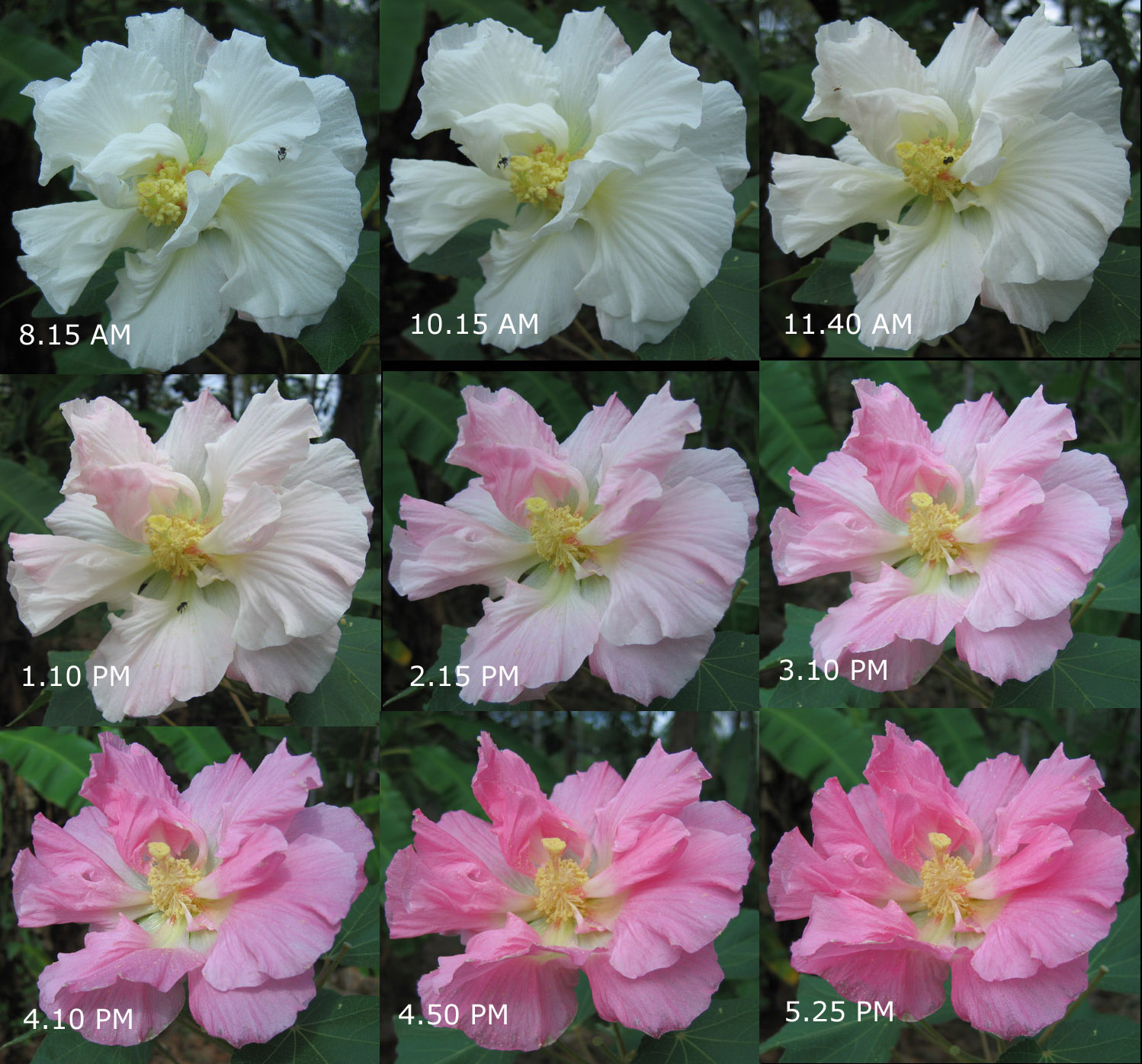
A virág színének változása a nap folyamán

Őshazája Ázsia.

## Leírása
Lombhullató nagy bokorrá vagy kisebb többtörzsű fává fejlődik, ami 4,6 m magasra és kb. 3 m szélesre nő. Levelei nagyok, 13–18 cm-esek, fényes zöld színűek, alsó felükön szőrösek és erősen hullámos a szélük. Hazánkban akár kint is áttelel, de fiatal korában fagyérzékeny. 
Más források szerint a növény már Nagy-Britanniában sem nagyon gyakori, mert a legkisebb fagy is megöli a csúcshajtásait. A gyökerek jobban ellenállnak a fagyoknak, és a növény tavasszal kihajt, ha el is fagytak az ágai. A növényt az ország legenyhébb területein kertben is nevelhetjük, ha télen megfelelően takarjuk.
Mint a legtöbb hibiszkusz, szereti a jó vízáteresztő és tápanyagban gazdag talajt. A legmutatósabb szoliternövényként. A fa természetes ovális formájú, minimális metszéssel is beéri.
Virágai hímnősek, és rovarok porozzák őket. Késő nyáron és ősszel fehéren nyílnak és maximum három nap alatt sötét rózsaszínre, vagy pirosra váltanak. A bokor a teljes virágzáskor a legfeltűnőbb, mivel a virágok minden színárnyalata egymás mellett látható, mivel az egyes virágok életciklusa eltérő, így nem függnek össze egymással. Szimpla, és dupla formában is elérhetőek, mindkét változat nagy virágokat nevel 8–13 cm-ig. A szimpla virágok csésze formájúak, míg a duplák a Hibiscus rosa-sinensis dupla virágaira hajaznak.
Kevés figyelmet igényel, jól alkalmazkodik a legtöbb helyszínhez és talajhoz. Teljes napot vagy félárnyékot igényel. Szereti a nedvességet, de jól tűri az aszályosabb időszakokat is. A 7-9 klímazónákban könnyen nevelhető. Dugványokról könnyen szaporítható.

## Fordítás
- Ez a szócikk részben vagy egészben  a   Cotton rosemallow című angol Wikipédia-szócikk fordításán alapul.  Az eredeti cikk szerkesztőit annak laptörténete sorolja fel. Ez a jelzés csupán a megfogalmazás eredetét és a szerzői jogokat jelzi, nem szolgál a cikkben szereplő információk forrásmegjelöléseként.